# Putulunga
Putulunga es un localidad peruana ubicada en el distrito de Lancones, perteneciente a la provincia de Sullana del departamento de Piura, al norte del Perú. 

## Ubicación
Putulunga se ubica al norte de la provincia de Sullana, en el distrito de Lancones, en el departamento de Piura. Se ubica muy cerca a la frontera ecuatoriana-peruana, al margen izquierda de la quebrada Pilares.

## Demografía
En 2017 Putulunga tenía una población de 16 habitantes.
| Gráfica de evolución demográfica de Putulunga entre 1993 y 2017 |
|                                                                 |
| Fuentes: Población 1993 y 2017                                  |